# Distrikt Talavera
Der Distrikt Talavera liegt in der Provinz Andahuaylas der Region Apurímac in Südzentral-Peru. Der Distrikt wurde am 21. August 1963 gegründet. Er hat eine Fläche von 158 km². Beim Zensus 2017 wurden 19.251 Einwohner gezählt. Im Jahr 1993 lag die Einwohnerzahl bei 16.131, im Jahr 2007 bei 16.649. Die Distriktverwaltung befindet sich in der 2820 m hoch gelegenen Stadt Talavera (auch Talavera de la Reyna) mit 11.764 Einwohnern (Stand 2017), westlicher Vorort der Provinzhauptstadt Andahuaylas.

## Geographische Lage
Der Distrikt Talavera liegt im Andenhochland im Norden der Provinz Andahuaylas. Der Fluss Río Chumbao durchquert den Distrikt in nördlicher Richtung.
Der Distrikt Talavera grenzt im Südwesten an den Distrikt Santa María de Chicmo, im Nordwesten an den Distrikt Ocobamba (Provinz Chincheros), im Nordosten an die Distrikte Andarapa und Pacucha, im Südosten an den Distrikt Andahuaylas sowie im Süden an den Distrikt Turpo.